# 張保續
張保續（899年—962年），字嗣光，京兆府万年县（治今陕西省西安市）人，五代後梁至北宋时期外交官。
唐朝左武衛上将軍張洪的儿子。以父蔭任太廟斋郎。後梁貞明年間，担任臨济县尉，選为四方館通事舍人。後唐天成元年（926年）担任瓜州官告国信副使。天成三年（928年），转右赞善大夫。
后晋天福年間，历任太府少卿、光禄少卿，兼通事舍人。開運二年（945年），後晋被契丹侵攻，張保續往来軍中，传達機密。在陽城击破契丹軍而凱旋，張保續以本官为西上閤門副使。開運三年（946年）出使荊南，归国后转任東上閤門副使。契丹占領開封，他被俘押至范陽，一年后逃归。
後漢乾祐元年（948年）出为隴州防禦使。後周广順元年（951年）召還为東上閤門副使。参与镇压慕容彦超之乱。累進引進副使、知閤門事。显德元年（954年），任西上閤門使。显德二年（955年）晋升为東上閤門使。参与周世宗征伐南唐，显德四年（957年）在寿州接受劉仁贍投降，以功判四方館事，转客省使。显德六年（959年）参加瓦橋关之战，奉命出使吴越国。
張保續在閤門前後四十年，出使藩国不辱使命，历仕六朝，未尝有过。北宋建隆元年（960年）转为衛尉卿，判四方館、客省、閤門事。参与镇压李筠之乱，因为足病留在河内，後归開封。建隆三年（962年）去世，享年六十四岁。